# 2023年の野球
2023年の野球（2023ねんのやきゅう）では、2023年の野球界における動向をまとめる。
2022年の野球 - 2023年の野球 - 2024年の野球

## 出来事

### 1月
- 11日 - 【独立・ベイサイドリーグ】YKSホワイトキングスは初代監督として、元広島東洋カープコーチで前滋賀GOブラックスコーチの澤﨑俊和の就任を発表した[1]。
- 12日 - 【独立・ルートインBCリーグ】茨城アストロプラネッツは公募していた次期監督に、元NHKディレクターの伊藤悠一の就任を発表した[2]。伊藤は高校卒業以来野球の経験が全くないという、野球監督としては異色の人材と報じられている[3][4]。
- 13日 - 【独立・北海道フロンティアリーグ】士別サムライブレイズは、2月1日付で球団名を「KAMIKAWA・士別サムライブレイズ」に変更することを発表した[5]。ただし発表においては､メディア等での呼称は従来通り「士別サムライブレイズ」とすることを求めている[5]。
- 14日 - 【独立・ベイサイドリーグ】今シーズンより加入する千葉球団が記者会見を開き、チーム名が「千葉スカイセイラーズ」に決定したことを発表した[6]。
- 26日 -【日本代表】2023 ワールド・ベースボール・クラシックに出場予定の日本代表登録予定選手30人が発表された[7]。

### 2月
- 1日
  - 【高校】日本高等学校野球連盟は、8月に開催される全国高等学校野球選手権大会でのベンチ入り人数を2人増やし、20人とすることを決定[8]。
  - 【独立・九州アジアリーグ】福岡北九州フェニックスは本日付で球団名を「北九州下関フェニックス」に変更したと発表[9]。名称変更自体は前年9月に発表されていたものである[10]。
- 20日 - 【独立・北海道フロンティアリーグ】美唄ブラックダイヤモンズは監督として、元北海道日本ハムファイターズ選手の金子洋平の就任を発表した[11]。
- 24日 -【独立】日本独立リーグ野球機構 (IPBL)は、日本海リーグの加盟を承認したと発表した[12]。

### 3月
- 8日 - 【独立・ルートインBCリーグ】埼玉武蔵ヒートベアーズは、元千葉ロッテマリーンズ選手の清田育宏と練習生契約を結んだことを発表した[13]。
- 22日 - 【国際】2023 ワールド・ベースボール・クラシックの決勝戦がアメリカ合衆国・フロリダ州マイアミのローンデポ・パークで行われ日本がアメリカに3-2で勝利し、3大会ぶり3度目の優勝を果たした[14]。
- 24日 - 【独立・ルートインBCリーグ】茨城アストロプラネッツは、 元トロント・ブルージェイズ内野手のアレン・ハンソンの入団を発表[15]。
- 31日 - 【独立・北海道ベースボールリーグ】奈井江・空知ストレーツは、経営の困難と選手確保の不十分を理由に、前年シーズンでのリーグ脱退と解散を発表した[16]。

### 4月
- 1日 - 【高校】第95回記念選抜高等学校野球大会決勝が行われ、山梨学院（関東・山梨）が7-3で報徳学園（近畿・兵庫）を下して山梨県勢として春夏通じ初優勝[17]。
- 2日 - 【女子高校】第24回全国高等学校女子硬式野球選抜大会決勝が東京ドームで行われ、神戸弘陵学園高等学校（兵庫）が花巻東（岩手）を6-0で下し4年ぶり3回目の優勝[18]。
- 16日 - 【独立・ベイサイドリーグ】現リーグとしての開幕戦（千葉スカイセイラーズ対YKSホワイトキングス）を四街道総合公園野球場で実施（4対3で千葉がサヨナラ勝ち）[19]。
- 21日 - 【独立・九州アジアリーグ】東南アジア（インドネシア、フィリピン、スリランカ）の選手を主体として2024年からリーグに参加する前提の球団（拠点は佐賀県）設立構想を、関係者が熊本市で記者会見して明らかにした[20]。
- 29日 - 【独立・日本海リーグ】新発足した日本海リーグの開幕戦（富山GRNサンダーバーズ対石川ミリオンスターズ）が、宮野運動公園野球場で開催され、富山が7対2で勝利した[21]。

### 5月
- 1日 - 【独立・関西独立リーグ】兵庫県姫路市を本拠とする新球団「姫路イーグレッターズ」が準加盟したことを発表[22]。今後、条件を満たした上で正式加盟の審査をおこなうとしている[22]。

### 6月
- 3日 - 【独立・四国アイランドリーグplus】前期優勝マジックを1としていた徳島インディゴソックスは、対香川オリーブガイナーズ戦（レクザムスタジアム）に8対1で勝利し、前期優勝を達成した[23]。徳島の前期優勝は4年ぶり5度目[24]。
- 11日 -【大学】第72回全日本大学野球選手権大会決勝が神宮球場で行われ、青山学院大学が4-0で明治大学を下し、18年ぶり5回目の優勝[25]。
- 20日 - 【独立・関西独立リーグ】準加盟球団の姫路イーグレッターズにつき、18日付の理事会で正式な加盟を承認して2024年度からリーグ戦に参加することを発表[26]。元・オリックス・バファローズの海田智行が監督に就任することも合わせて発表された[26]。
- 24日 - 【独立・日本海リーグ】富山GRNサンダーバーズはこの日高岡西部総合公園野球場で実施されたターム1の最終戦（対石川ミリオンスターズ）戦に8対3で勝利し、ターム1優勝が決定した[27]。
- 28日 - 【独立・ルートインBCリーグ】リーグは「山梨県民球団」の準加盟承認を発表した[28]。球団設立準備室の代表は、元東京ヤクルトスワローズ選手の加藤幹典が務める[28]。

### 7月
- 25日 - 【社会人】第94回都市対抗野球大会決勝が東京ドームで行われ、トヨタ自動車（豊田市・東海第1）がヤマハ（浜松市・東海第2）を4-2で下し7年ぶり2回目の優勝をするとともに前年の日本選手権から秋夏連覇達成[29]。

### 8月
- 1日 - 【女子高校】第27回全国高等学校女子硬式野球選手権大会の決勝が阪神甲子園球場で行われ神戸弘陵学園（兵庫）が岐阜第一（岐阜）を、8-1で降し2年ぶり3回目の優勝すると共に昨年の全日本女子硬式野球ユース選手権大会、今年の全国高等学校女子硬式野球選抜大会と合わせ女子高校野球3冠を達成[30]。
- 6日 - 【独立・日本海リーグ】 石川ミリオンスターズは、この日の対富山GRNサンダーバーズ戦（金沢市民野球場）に8対5で勝利し、ターム2の優勝が決定[31]。
- 13日 - 【独立・ルートインBCリーグ】北地区の優勝マジックを1としていた信濃グランセローズは、この日の対新潟アルビレックス・ベースボール・クラブ戦（新潟県立野球場）に9対5で勝利し、2年連続となる地区優勝を達成した[32][33]。
- 23日 - 【高校硬式】第105回全国高等学校野球選手権大会決勝が行われ慶應義塾（神奈川）が8-2で仙台育英（宮城）を下して慶応普通部時代の1916年（第2回）以来107年ぶり（103大会ぶり）2回目の優勝[34]。
- 29日 - 【高校軟式】第68回全国高等学校軟式野球選手権大会決勝が明石トーカロ球場で行われ中京（東海・岐阜）が天理（近畿・奈良）を6-4で降し2年連続12回目の優勝[35]。
- 28日 - 【女子高校】第14回全日本女子硬式野球ユース選手権大会の決勝がナゴヤ球場で行われクラーク記念国際仙台キャンパス（宮城）が延長8回タイブレークの末、4-1で福井工業大学附属福井を降し、初優勝。東北勢としても初優勝[36]。
- 31日
  - 【独立・ルートインBCリーグ】南地区の優勝マジックを1としていた埼玉武蔵ヒートベアーズは、笠間市民球場でおこなわれた対茨城アストロプラネッツ戦に2対1で勝利し、2年ぶり2回目となる地区優勝を達成した[37]。
  - 【独立・ルートインBCリーグ】リーグに準加盟している「山梨県民球団」について、リーグの加盟審査の結果「運営体制や球場の確保などの面で課題が残っている」という理由で2024年の加盟が見送られたことが明らかになった[38][39]。
  - 【独立・ルートインBCリーグ】選手登録3シーズンかつ345日を超える選手に対して、シーズン終了後の申請によってリーグ内のどの球団とも入団交渉が可能となる「自由交渉可能制度」の導入を発表した[40]。

### 9月
- 4日 - 【社会人】第47回全日本クラブ野球選手権大会決勝がHARD OFF ECOスタジアム新潟で行われ、ショウワコーポレーション（中国・四国・岡山）が6-3で矢場とんブースターズ（東海・愛知）を降し初優勝し日本選手権出場権を獲得[41]。
- 8日
  - 【独立・日本海リーグ】富山GRNサンダーバーズは、この日の対石川ミリオンスターズ戦（金沢市民球場）に4対1で勝利し、ターム3の成績を6勝0敗としてターム優勝が決定するとともに、3ターム中2タームを制してリーグ優勝を達成した[42]。
  - 【独立・九州アジアリーグ】リーグ優勝マジックを1としていた火の国サラマンダーズは、この日の対北九州下関フェニックス戦（藤崎台県営野球場）に6対2で勝利し、3年連続3回目のリーグ優勝を達成した[43]。
- 10日 - 【U-18日本代表】2023 WBSC U-18ワールドカップ決勝が台湾・台北の天母球場で行われ、日本が2-1でチャイニーズタイペイを破り初優勝[44]。
- 15日 - 【独立・四国アイランドリーグplus】後期優勝マジックを1としていた徳島インディゴソックスは、対高知ファイティングドッグス戦（高知市野球場）に2対0で勝利し、後期優勝を達成した[45]。徳島の後期優勝は2年連続4度目で[46]、半期優勝は3期連続となった[45]。
- 16日 - 【独立・ベイサイドリーグ】千葉スカイセイラーズはこの日の対YKSホワイトキングス戦に勝利して、初のリーグ優勝が決定[47]。
- 18日 -【独立・北海道ベースボールリーグ】すながわリバーズは、この日の対旭川ビースターズ戦に勝利して、2年連続2度目のリーグ優勝を達成[48]。
- 21日 - 【独立・九州アジアリーグ】大分B-リングスの内川聖一が、今シーズン限りでの現役引退を発表[49]。
- 22日 - 【独立・四国アイランドリーグplus】徳島インディゴソックスは、リーグチャンピオンシップ第1戦（むつみスタジアム）で愛媛マンダリンパイレーツに5対2で勝利し、通算成績を2勝0敗（うち1勝は前後期制覇によるアドバンテージ）として、3年ぶり7度目の年間総合優勝を達成した[50]。
- 24日 - 【独立・北海道フロンティアリーグ】石狩レッドフェニックスがリーグチャンピオンシップ第3戦（士別市ふどう野球場）でKAMIKAWA・士別サムライブレイズを7対4で下し、対戦成績を3勝1敗（うち1勝はリーグ戦首位によるアドバンテージ）として、HFLとして初のリーグ優勝を達成[51]。
- 26日 - 【独立・ルートインBCリーグ】埼玉武蔵ヒートベアーズは、リーグチャンピオンシップ第5戦（熊谷さくら運動公園野球場）で信濃グランセローズに5対2で勝利し、対戦成績を3勝1敗1分として、初のリーグ優勝を達成[52]。
- 27日 - 【独立・九州アジアリーグ】野球インドネシア代表を主体にスリランカやパキスタンの選手で構成される新球団の準加盟を承認したと発表（本拠は佐賀県、2024年度は一部公式戦に参加予定）[53][54]。
- 28日 - 【独立・ベイサイドリーグ】千葉スカイセイラーズは、来年のリーグ参加申請を見送り、チームとしての活動を継続しながら2025年以降にベースボール・チャレンジ・リーグ（ルートインBCリーグ）への加盟を目指すことを明らかにした[55]。
- 29日
  - 【独立・ルートインBCリーグ】この日の日本野球機構オーナー会議で、2024年からNPBファーム戦に参加する新規球団の一つとして新潟アルビレックス・ベースボール・クラブが内定したと発表された[56]。
  - 【独立・関西独立リーグ】和歌山ウェイブスは、対堺シュライクス戦（田辺スポーツパーク野球場）に5対0で勝利し、5年ぶりのリーグ優勝を達成[57]。

### 10月
- 1日
  - 【独立】グランドチャンピオンシップの決勝戦（坊っちゃんスタジアム）で火の国サラマンダーズが埼玉武蔵ヒートベアーズを6対1で破り、2年連続の優勝を達成[58][59][60]。
  - 【独立・ベイサイドリーグ】同日付でリーグの事業運営を従来のNOLエンターテインメントからPSUに譲渡したと発表[61]。リーグの今後については新運営会社から別途発表するとしている[61]。
- 11日 - 【高校硬式】特別国民体育大会硬式の部準決勝が平和リース球場で行われ、仙台育英（宮城）が北海（北海道）を9-7、土浦日大（茨城）が履正社（大阪）を9-8でそれぞれ降して、初日が雨天中止となった為決勝未実施となり準決勝で勝利した2校が両校優勝、仙台育英は11年ぶり2回目、土浦日大は49年ぶり2回目の優勝[62]。また軟式の部決勝がブルーチップスタジアムで行われ、天理（奈良）が1‐0で河南（大阪）を降し5大会（7年ぶり）3回目の優勝[63]。

### 11月
- 1日 - 【独立・ルートインBCリーグ】群馬ダイヤモンドペガサスは、来シーズンの監督として、2015年 - 2019年にコーチを務めた高橋雅裕の就任を発表[64]。
- 2日 - 【独立・九州アジアリーグ】準加盟の佐賀球団の名称が「佐賀インドネシアドリームズ」に決定するとともに、武雄市と嬉野市をホームタウンとする協定を両市との間で調印したと発表[65]。また初代監督を、元千葉ロッテマリーンズ選手の香月良仁が務めることも明らかにされた[65]。
- 9日
  - 【独立・日本海リーグ】石川ミリオンスターズは、来シーズンの監督として、阪神タイガーススカウトの岡﨑太一が阪神球団からの派遣という形で就任することを発表した[66]。
  - 【独立・北海道ベースボールリーグ】すながわリバーズが今シーズン限りでリーグを脱退することを発表[67]。
- 13日
  - 【独立・さわかみ関西独立リーグ】和歌山ウェイブスは、来シーズンの監督として、元阪神タイガース選手（前・富山GRNサンダーバーズコーチ）の西村憲の就任を発表した[68]。
  - 【独立・四国アイランドリーグplus】香川オリーブガイナーズは、監督の近藤智勝の退任と、後任として投手コーチの岡本克道の昇格をそれぞれ発表した[69]。
- 15日 - 【独立・北海道フロンティアリーグ】KAMIKAWA・士別サムライブレイズは、2024年シーズンの監督兼球団代表補佐として小野真悟の就任を発表した[70]。小野は2023年シーズンにヘッドコーチ兼選手として士別に在籍していたが、11月1日にいったん契約満了による退任が発表されていた[71]。
- 19日
  - 【国際】2023 アジア プロ野球チャンピオンシップの決勝戦が東京ドームで行われ、日本が韓国を4-3で降し2大会連続2回目の優勝[72]。
  - 【社会人】第48回社会人野球日本選手権決勝が京セラドーム大阪で行われ、大阪ガス（近畿第4）が9-7でHonda熊本（九州第1）を降して2年ぶり3回目の優勝[73]。
- 20日 - 【高校・大学】第54回明治神宮野球大会決勝が神宮球場で行われ、高校の部は星稜（北信越）が作新学院（関東）を3-1で降し32年ぶり3回目の優勝。この結果第96回選抜高等学校野球大会の神宮枠は北信越に配分され、2から3に増枠が決定[74]。大学の部は慶應義塾大学（東京六大学）が2-0で青山学院大学（東都）を降し4年ぶり5回目の優勝[75]。
- 22日 - 【独立・ルートインBCリーグ】新潟アルビレックス・ベースボール・クラブが2024年よりNPBファームに加入することが正式決定したのに伴い、リーグ加盟資格が12月31日で終了することが発表された[76]。
- 23日 - 【独立・さわかみ関西独立リーグ】淡路島ウォリアーズは来シーズンの監督として、前和歌山ウェイブス選手（コーチ兼任[77]）の生島大輔の就任を発表[78]。選手兼任となる予定である[79]。
- 24日
  - 【国際】ドバイのドバイ国際クリケット場（英語版）において、ベースボール・ユナイテッドの「ショーケース」試合が初めて開催された。
  - 【独立・九州アジアリーグ】火の国サラマンダーズは、元千葉ロッテマリーンズ選手のロバート・ローズが監督に就任すると発表（発表では名前は「ボビーローズ」と表記）[80]。
- 29日 - 【独立・ルートインBCリーグ】新潟が離脱する2024年のリーグ戦について、1地区7球団で公式戦を実施すると発表した[81]。

### 12月
- 25日 - 【独立・ルートインBCリーグ】準加盟で2025年の正式加盟を目指す山梨球団の名称が「山梨ファイアーウィンズ」に決まったと発表された[82]。
- 25日 - 【社会人】サムティが硬式野球部の創設を発表。元オリックスの小川博文を初代監督に迎え、活動拠点はNESTA RESORT KOBEとし、新たにクラブハウスと室内練習場を設置。また兵庫県からネーミングライツを取得し、三木総合防災公園野球場を「サムティドリームスタジアム」と命名し、練習場および試合球場として活用する予定[83]。
- 26日 - 【独立・四国アイランドリーグplus】高知ファイティングドッグスは、来シーズンの監督に、ヘッドコーチで以前監督を務めたこともある定岡智秋の就任を発表した[84]。

## 競技結果

### 国際大会

#### WBC
| 成績                         | 国・地域             | 試合 | 勝数 | 敗数 | 勝率  | 得点 | 失点 |
| ---------------------------- | -------------------- | ---- | ---- | ---- | ----- | ---- | ---- |
| 優勝                         | 日本                 | 7    | 7    | 0    | 1.000 | 56   | 18   |
| 準優勝                       | アメリカ合衆国       | 7    | 5    | 2    | .714  | 51   | 28   |
| ベスト4                      | メキシコ             | 6    | 4    | 2    | .667  | 37   | 24   |
| ベスト4                      | キューバ             | 6    | 3    | 3    | .500  | 31   | 32   |
| ベスト8                      | ベネズエラ           | 5    | 4    | 1    | .800  | 30   | 18   |
| ベスト8                      | プエルトリコ         | 5    | 3    | 2    | .600  | 34   | 17   |
| ベスト8                      | オーストラリア       | 5    | 3    | 2    | .600  | 32   | 23   |
| ベスト8                      | イタリア             | 5    | 2    | 3    | .400  | 23   | 26   |
| ベスト16 （第1ラウンド敗退） | ドミニカ共和国       | 4    | 2    | 2    | .500  | 19   | 11   |
| ベスト16 （第1ラウンド敗退） | オランダ             | 4    | 2    | 2    | .500  | 13   | 19   |
| ベスト16 （第1ラウンド敗退） | パナマ               | 4    | 2    | 2    | .500  | 19   | 21   |
| ベスト16 （第1ラウンド敗退） | 韓国                 | 4    | 2    | 2    | .500  | 40   | 26   |
| ベスト16 （第1ラウンド敗退） | カナダ               | 4    | 2    | 2    | .500  | 27   | 30   |
| ベスト16 （第1ラウンド敗退） | チェコ               | 4    | 1    | 3    | .250  | 16   | 25   |
| ベスト16 （第1ラウンド敗退） | イスラエル           | 4    | 1    | 3    | .250  | 4    | 26   |
| ベスト16 （第1ラウンド敗退） | イギリス             | 4    | 1    | 3    | .250  | 18   | 31   |
| 予選降格 （第1ラウンド敗退） | チャイニーズタイペイ | 4    | 2    | 2    | .500  | 26   | 31   |
| 予選降格 （第1ラウンド敗退） | コロンビア           | 4    | 1    | 3    | .250  | 12   | 29   |
| 予選降格 （第1ラウンド敗退） | ニカラグア           | 4    | 0    | 4    | .000  | 4    | 22   |
| 予選降格 （第1ラウンド敗退） | 中国                 | 4    | 0    | 4    | .000  | 10   | 50   |

### 独立リーグ

#### 四国アイランドリーグplus
※四国アイランドリーグplusの結果
|      | 前期                       | 前期 | 前期 | 前期 | 前期 | 前期 | 後期                       | 後期 | 後期 | 後期 | 後期 | 後期 |
| 順位 | 球団                       | 勝   | 敗   | 分   | 勝率 | 差   | 球団                       | 勝   | 敗   | 分   | 勝率 | 差   |
| ---- | -------------------------- | ---- | ---- | ---- | ---- | ---- | -------------------------- | ---- | ---- | ---- | ---- | ---- |
| 優勝 | 徳島インディゴソックス     | 17   | 10   | 7    | .630 | -    | 徳島インディゴソックス     | 19   | 11   | 4    | .633 | -    |
| 2位  | 愛媛マンダリンパイレーツ   | 15   | 13   | 6    | .536 | 2.5  | 高知ファイティングドッグス | 16   | 14   | 4    | .533 | 3.0  |
| 3位  | 高知ファイティングドッグス | 11   | 17   | 6    | .393 | 4.0  | 愛媛マンダリンパイレーツ   | 13   | 15   | 6    | .464 | 2.0  |
| 4位  | 香川オリーブガイナーズ     | 12   | 19   | 3    | .387 | 0.5  | 香川オリーブガイナーズ     | 7    | 23   | 4    | .233 | 7.0  |

##### リーグチャンピオンシップ
- 9月22日（むつみスタジアム）

第1戦 徳島 5 - 2 愛媛
（徳島は3年ぶり7回目の総合優勝）

#### ベースボール・チャレンジ・リーグ
※ベースボール・チャレンジ・リーグの結果
| 北地区 | 北地区                                   | 北地区 | 北地区 | 北地区 | 北地区 | 北地区 |
| 順位   | 球団                                     | 勝     | 敗     | 分     | 勝率   | 差     |
| ------ | ---------------------------------------- | ------ | ------ | ------ | ------ | ------ |
| 優勝   | 信濃グランセローズ                       | 48     | 15     | 0      | .762   | -      |
| 2位    | 新潟アルビレックス・ベースボール・クラブ | 38     | 24     | 1      | .613   | 9.5    |
| 3位    | 福島レッドホープス                       | 27     | 36     | 0      | .429   | 11.5   |
| 4位    | 群馬ダイヤモンドペガサス                 | 24     | 38     | 1      | .387   | 2.5    |

| 南地区 | 南地区                       | 南地区 | 南地区 | 南地区 | 南地区 | 南地区 |
| 順位   | 球団                         | 勝     | 敗     | 分     | 勝率   | 差     |
| ------ | ---------------------------- | ------ | ------ | ------ | ------ | ------ |
| 優勝   | 埼玉武蔵ヒートベアーズ       | 33     | 29     | 3      | .532   | -      |
| 2位    | 栃木ゴールデンブレーブス     | 31     | 32     | 2      | .492   | 2.5    |
| 3位    | 神奈川フューチャードリームス | 25     | 35     | 4      | .417   | 4.5    |
| 4位    | 茨城アストロプラネッツ       | 22     | 43     | 1      | .338   | 5.5    |

##### プレーオフシリーズ
- 地区チャンピオンシップ
  - 北地区 9月9日（長野オリンピックスタジアム）

第1戦 信濃8 - 3新潟
  - 南地区 9月9日（小山運動公園野球場）

第1戦 埼玉3 - 2栃木
- リーグチャンピオンシップ 松本市野球場（9月16日）、中野市営野球場（9月17日）、上尾市民球場（9月22日）、熊谷さくら運動公園野球場（9月25日・26日）
第1戦 埼玉12 - 8信濃
第2戦 信濃9 - 4埼玉
第3戦 埼玉2 - 2信濃
第4戦 埼玉12-3信濃
第5戦 埼玉5 - 2信濃

（埼玉は初優勝）

#### 九州アジアリーグ
※九州アジアリーグの結果
| 年間 | 年間                   | 年間 | 年間 | 年間 | 年間 | 年間 |
| 順位 | 球団                   | 勝   | 敗   | 分   | 勝率 | 差   |
| ---- | ---------------------- | ---- | ---- | ---- | ---- | ---- |
| 優勝 | 火の国サラマンダーズ   | 50   | 19   | 7    | .725 | -    |
| 2位  | 北九州下関フェニックス | 43   | 28   | 6    | .606 | 8.0  |
| 3位  | 大分B-リングス         | 34   | 42   | 2    | .447 | 11.5 |
| 4位  | 宮崎サンシャインズ     | 11   | 64   | 3    | .147 | 22.5 |

（火の国は3連覇）

#### 北海道フロンティアリーグ
※北海道フロンティアリーグの結果
リーグ戦
| 年間 | 年間                           | 年間 | 年間 | 年間 | 年間 | 年間 |
| 順位 | 球団                           | 勝   | 敗   | 分   | 勝率 | 差   |
| ---- | ------------------------------ | ---- | ---- | ---- | ---- | ---- |
| 1位  | 石狩レッドフェニックス         | 30   | 16   | 0    | .652 | -    |
| 2位  | KAMIKAWA・士別サムライブレイズ | 25   | 20   | 1    | .556 | 4.5  |
| 3位  | 美唄ブラックダイヤモンズ       | 13   | 32   | 1    | .289 | 12.0 |

##### チャンピオンシップ
- 石狩市青葉公園野球場（9月22日 - 23日）・士別市ふどう野球場（9月24日）

第1戦 士別 6 - 5 石狩
第2戦 石狩 10 - 0 士別
第3戦 石狩 7 - 4 士別
（石狩は初優勝）

#### 日本海リーグ
※日本海リーグの結果（太字はリーグ優勝）
|      | ターム1               | ターム1 | ターム1 | ターム1 | ターム1 | ターム1 | ターム2               | ターム2 | ターム2 | ターム2 | ターム2 | ターム2 | ターム3               | ターム3 | ターム3 | ターム3 | ターム3 | ターム3 |
| 順位 | 球団                  | 勝      | 敗      | 分      | 勝率    | 差      | 球団                  | 勝      | 敗      | 分      | 勝率    | 差      | 球団                  | 勝      | 敗      | 分      | 勝率    | 差      |
| ---- | --------------------- | ------- | ------- | ------- | ------- | ------- | --------------------- | ------- | ------- | ------- | ------- | ------- | --------------------- | ------- | ------- | ------- | ------- | ------- |
| 1位  | 富山GRNサンダーバーズ | 8       | 6       | 1       | .571    | -       | 石川ミリオンスターズ  | 10      | 4       | 1       | .714    | -       | 富山GRNサンダーバーズ | 10      | 0       | 0       | 1.000   | -       |
| 2位  | 石川ミリオンスターズ  | 6       | 8       | 1       | .429    | 2.0     | 富山GRNサンダーバーズ | 4       | 10      | 1       | .286    | 6.0     | 石川ミリオンスターズ  | 0       | 10      | 0       | .000    | 10.0    |

（富山は初優勝）

#### グランドチャンピオンシップ
※グランドチャンピオンシップの結果
- 坊っちゃんスタジアム（準々決勝：9月29日、準決勝：9月30日、決勝:10月1日）

準々決勝第1戦 愛媛 4 - 1 石狩
準々決勝第2戦 徳島 9 - 6 富山
準決勝第1戦 火の国 9  - 2 愛媛
準決勝第2戦 埼玉 6 - 3 徳島
決勝 火の国 6 -  1 埼玉
（火の国は2年連続2回目の優勝）

#### 関西独立リーグ
※関西独立リーグの結果
| 年間 | 年間               | 年間 | 年間 | 年間 | 年間 | 年間 |
| 順位 | 球団               | 勝   | 敗   | 分   | 勝率 | 差   |
| ---- | ------------------ | ---- | ---- | ---- | ---- | ---- |
| 優勝 | 和歌山ウェイブス   | 30   | 17   | 1    | .638 | -    |
| 2位  | 堺シュライクス     | 28   | 18   | 2    | .609 | 1.5  |
| 3位  | 大阪ゼロロクブルズ | 28   | 18   | 2    | .638 | 0.0  |
| 4位  | 兵庫ブレイバーズ   | 22   | 24   | 2    | .478 | 6.0  |
| 5位  | 淡路島ウォリアーズ | 8    | 39   | 1    | .170 | 14.5 |

（和歌山は5年ぶり2回目の優勝）

#### 北海道ベースボールリーグ
※北海道ベースボールリーグの結果
| 年間 | 年間               | 年間 | 年間 | 年間 | 年間 | 年間 |
| 順位 | 球団               | 勝   | 敗   | 分   | 勝率 | 差   |
| ---- | ------------------ | ---- | ---- | ---- | ---- | ---- |
| 優勝 | すながわリバーズ   | 20   | 16   | 0    | .556 | -    |
| 2位  | 富良野ブルーリッジ | 16   | 14   | 6    | .533 | 1.0  |
| 3位  | 旭川ビースターズ   | 12   | 18   | 6    | .400 | 4.0  |

（すながわは2年連続2回目の優勝）

#### ベイサイドリーグ
※ベイサイドリーグの結果
| 年間 | 年間                 | 年間 | 年間 | 年間 | 年間 | 年間 |
| 順位 | 球団                 | 勝   | 敗   | 分   | 勝点 | 勝率 |
| ---- | -------------------- | ---- | ---- | ---- | ---- | ---- |
| 優勝 | 千葉スカイセイラーズ | 22   | 17   | 1    | 45   | .564 |
| 2位  | YKSホワイトキングス  | 17   | 22   | 1    | 35   | .436 |

（千葉は初優勝）

### 社会人野球
- 第94回都市対抗野球大会（7月14日 - 25日：東京ドーム）

決勝 トヨタ自動車 （豊田市・東海第1） 4 - 2 ヤマハ（浜松市・東海第2）
トヨタ自動車は7年ぶり2回目の優勝、前年の日本選手権と秋夏連覇。

- 第48回社会人野球日本選手権大会（11月3日 - 11月19日：京セラドーム大阪）

決勝 大阪ガス（近畿第4） 9 - 7 Honda熊本（九州第1）
大阪ガスは2年ぶり3回目の優勝。

- 第47回全日本クラブ野球選手権大会（9月2日 - 9月4日：HARD OFF ECOスタジアム新潟）

決勝 ショウワコーポレーション （中国・四国・岡山） 6 - 3 矢場とんブースターズ （東海・愛知）
ショウワコーポレーションは初優勝。

### 大学野球
- 第72回全日本大学野球選手権大会（6月5日 - 11日：神宮球場、東京ドーム）

決勝 青山学院大（東都） 4 - 0 明治大（東京六大学）
青山学院大学は18年ぶり5回目の優勝。
- 第54回明治神宮野球大会大学の部（11月15日 - 20日：神宮球場）

決勝  慶應大（東京六大学） 2 - 0 青山学院大（東都）
慶應義塾大学は4年ぶり5回目の優勝。
- 各大学リーグ結果（太字は大学選手権、明治神宮大会出場権を得た大学）
  - 北海道学生野球連盟
1部春季優勝：東京農業大北海道オホーツク
2部春季優勝：釧路公立大
1部秋季優勝：東京農業大北海道オホーツク
2部秋季優勝：帯広畜産大
  - 札幌学生野球連盟
1部春季優勝：星槎道都大
2部春季優勝：札幌国際大
3部春季優勝：北海道教育大札幌校
1部秋季優勝：北海学園大
2部秋季優勝：札幌国際大
3部秋季優勝：北海道科学大
  - 北東北大学野球連盟
1部春季優勝：富士大
2部春季優勝：盛岡大
3部春季優勝：秋田看護福祉大
1部秋季優勝：八戸学院大
2部秋季優勝：盛岡大
3部秋季優勝：秋田看護福祉大
  - 仙台六大学野球連盟
春季優勝：仙台大
秋季優勝：東北福祉大
  - 南東北大学野球連盟
1部春季優勝：東日本国際大
1部秋季優勝：東日本国際大
    - 明治神宮野球大会東北地区代表決定戦優勝（明治神宮大会東北地区代表）：富士大
    - 関東地区大学野球選手権大会優勝（関東五連盟第1）：上武大

  - 千葉県大学野球連盟
1部春季優勝：国際武道大
2部春季優勝：清和大
3部春季優勝：秀明大
1部秋季優勝：国際武道大
2部秋季優勝：千葉工業大
3部秋季優勝：東京理科大野田
  - 関甲新学生野球連盟
1部春季優勝：白鷗大
2部春季優勝：群馬大
1部秋季優勝：上武大
2部秋季優勝：高崎経済大
  - 東京新大学野球連盟
1部春季優勝：創価大
2部春季優勝：杏林大
3部春季優勝：日大生物資源科学部
4部春季優勝：国際基督教大
1部秋季優勝：創価大
2部秋季優勝：駿河台大
3部秋季優勝：東京海洋大
4部秋季優勝：日本工業大
  - 東京六大学野球連盟
春季優勝：明治大
秋季優勝：慶應大
  - 東都大学野球連盟
1部春季優勝：青山学院大
2部春季優勝：東洋大
3部春季優勝：大正大
4部春季優勝：上智大
1部秋季優勝：青山学院大
2部秋季優勝：駒澤大
3部秋季優勝：東京農業大
4部秋季優勝：上智大
  - 首都大学野球連盟
1部春季優勝：日本体育大
2部春季優勝：城西大
1部秋季優勝：日本体育大
2部秋季優勝：帝京大
  - 神奈川大学野球連盟
1部春季優勝：桐蔭横浜大
2部春季優勝：松蔭大
1部秋季優勝：桐蔭横浜大
2部秋季優勝：鶴見大
  - 愛知大学野球連盟
1部春季優勝：中部大
2部春季優勝：愛知学院大
3部春季優勝：名古屋工業大
    - 東海・北陸・愛知三連盟王座決定戦

1部秋季優勝：名城大
2部秋季優勝：同朋大
3部秋季優勝：南山大
  - 東海地区大学野球連盟
    - 岐阜学生野球連盟春季優勝：中部学院大
    - 三重学生野球連盟春季優勝：皇學館大
    - 静岡学生野球連盟春季優勝：東海大静岡キャンパス
    - 岐阜学生野球連盟秋季優勝：中部学院大
    - 三重学生野球連盟秋季優勝：皇學館大
    - 静岡学生野球連盟秋季優勝：日大国際関係学部

  - 北陸大学野球連盟
1部春季優勝：福井工業大
2部春季優勝：富山大
1部秋季優勝：金沢学院大
2部秋季優勝：高岡法科大
  - 関西学生野球連盟
春季優勝：近畿大
秋季優勝：関西大
  - 関西六大学野球連盟
春季優勝：大阪商業大
秋季優勝：大阪商業大
  - 阪神大学野球連盟
1部春季優勝：天理大
2部東リーグ春季優勝：追手門学院大
2部西リーグ春季優勝：神戸国際大
1部秋季優勝：天理大
2部東リーグ秋季優勝：桃山学院大
2部西リーグ秋季優勝：神戸国際大
  - 近畿学生野球連盟
1部春季優勝：大阪公立大
2部春季優勝：神戸医療未来大
3部春季優勝：奈良教育大
1部秋季優勝：和歌山大
2部秋季優勝：神戸医療未来大
3部秋季優勝：大阪教育大
  - 京滋大学野球連盟
1部春季優勝：花園大
2部春季優勝：京都教育大
1部秋季優勝：佛教大
2部秋季優勝：明治国際医療大
  - 広島六大学野球連盟
春季優勝：広島経済大
秋季優勝：近畿大工学部
  - 中国地区大学野球連盟
1部春季優勝：環太平洋大
2部春季優勝：吉備国際大
3部春季優勝：岡山理科大
1部秋季優勝：環太平洋大
2部秋季優勝：至誠館大
3部秋季優勝：岡山理科大
  - 四国地区大学野球連盟
1部春季優勝：高知工科大
2部春季優勝：高知大
1部秋季優勝：松山大
2部秋季優勝：香川大
  - 九州六大学野球連盟
春季優勝：西南学院大
秋季優勝：福岡大
  - 福岡六大学野球連盟
春季優勝：九州産業大
秋季優勝：九州産業大
  - 九州地区大学野球連盟
    - 北部九州ブロック1部春季優勝：日本文理大
    - 北部九州ブロック2部春季優勝：折尾愛真短大
    - 北部九州ブロック1部秋季優勝：日本文理大
    - 北部九州ブロック2部秋季優勝：別府大
    - 九州地区大学野球選手権南部九州ブロック大会：鹿屋体育大
    - 熊本県支部春季優勝：東海大九州キャンパス
    - 宮崎県支部春季優勝：宮崎産業経営大
    - 鹿児島県支部春季優勝：鹿屋体育大
    - 沖縄県支部春季優勝：沖縄国際大
    - 熊本県支部秋季優勝：熊本学園大
    - 宮崎県支部秋季優勝：宮崎産業経営大
    - 鹿児島県支部秋季優勝：鹿屋体育大
    - 沖縄県支部秋季優勝：沖縄大

### 高校野球

#### 男子
- 第95回記念選抜高等学校野球大会（3月18日 - 4月1日、阪神甲子園球場）

決勝：山梨学院（関東・山梨）7 - 3 報徳学園（近畿・兵庫）
山梨学院は初優勝、山梨県勢としても春夏通じ初優勝。
- 第105回全国高等学校野球選手権大会（8月6日 - 23日、阪神甲子園球場）

決勝：慶応（神奈川）8 - 2 仙台育英（宮城）
慶応は1916年の第2回大会以来107年ぶり（103大会ぶり）2回目の優勝。
- 第68回全国高等学校軟式野球選手権大会（8月24日 - 29日、明石トーカロ球場他）

決勝：中京（東海・岐阜） 6 - 4 天理（近畿・奈良）
中京は2年連続12回目の優勝。
- 特別国民体育大会（10月9日 - 11日：開催地：鹿児島県、硬式：平和リース球場、軟式：ブルーチップスタジアム）

硬式の部優勝：仙台育英（宮城）、土浦日大（茨城）
雨天中止による日程変更の為規定により準決勝勝利の2校が決勝戦を実施せず両校優勝。仙台育英は11年ぶり2回目、土浦日大は49年ぶり2回目の優勝。
軟式の部決勝：天理（奈良） 1 - 0 河南（大阪）
天理は7年ぶり（5大会ぶり）3回目の優勝。
- 第54回明治神宮野球大会高校の部（11月15日 - 20日：神宮球場）

決勝：星稜（北信越・石川）3 - 1 作新学院（関東・栃木）
星稜は32年ぶり3回目の優勝。

#### 女子
- 第24回 全国高等学校女子硬式野球選抜大会（3月23日 - 4月2日、加須きずなスタジアム・東京ドーム他）

決勝：神戸弘陵（兵庫）6 - 0 花巻東（岩手）
神戸弘陵は4年ぶり3回目の優勝。
- 第27回 全国高等学校女子硬式野球選手権大会（7月22日 - 7月29日、つかさグループいちじま球場他、決勝は8月1日、阪神甲子園球場）

決勝：神戸弘陵（兵庫）8 - 1 岐阜第一（岐阜）
神戸弘陵は2年ぶり3回目の優勝。
- 第14回 全国高等学校女子硬式野球ユース大会（8月21日 - 8月27日、愛知県・岐阜県、決勝は8月28日、ナゴヤ球場）

決勝：クラーク記念国際仙台キャンパス（宮城）4 - 1（延長8回タイブレーク）福井工大福井（福井）
クラーク記念国際仙台キャンパスは初優勝。東北勢としても初優勝。

## 死去

### 1月
- 5日
  - ネイト・コルバート：元ヒューストン・アストロズ他内野手（* 1946年）[85]
  - カール・デューザー（英語版）：元カンザスシティ・アスレチックス投手（* 1932年）[86]
- 6日 - ビル・キャンベル（英語版）：元ミネソタ・ツインズ他投手（* 1948年）[87]
- 12日 - リー・ティンズリー（英語版）：元シアトル・マリナーズ他外野手（* 1969年）[88]
- 14日 - 西名弘明：元オリックス・バファローズ球団社長（* 1944年）[89]
- 15日 - テッド・サベージ（英語版）：元セントルイス・カージナルス他外野手（* 1936年）[90]
- 16日
  - フランク・トーマス（英語版）：元ピッツバーグ・パイレーツ他外野手（* 1929年）[91]
  - 池田英俊：元広島東洋カープ投手（* 1937年）[92]
- 20日 - サル・バンドー：元カンザスシティ・アスレチックス、ミルウォーキー・ブルワーズ内野手（* 1944年）[93]
- 21日 - 金彦任重：元南海ホークス投手（* 1936年）[94]
- 24日（死亡確認日） - 門田博光：元南海ホークス、オリックス・ブレーブス、福岡ダイエーホークス外野手（* 1948年）[95]
- 26日 - ゲーリー・ピーターズ（英語版）：元シカゴ・ホワイトソックス他投手（* 1937年）[96]
- 27日 - 松尾英治：元読売ジャイアンツ投手（* 1964年）[97]
- 29日 - 岡村浩二：元阪急ブレーブス、東映フライヤーズ捕手（* 1940年）[98]

### 2月
- 4日 - ロン・トンプキンス（英語版）：元カンザスシティ・アスレチックス、シカゴ・カブス投手（* 1944年）[99]
- 10日
  - 入来智：元近鉄バファローズ、広島東洋カープ、読売ジャイアンツ、ヤクルトスワローズ他投手（* 1967年）[100]
  - 渡辺文人：元アマチュア野球選手・監督、元山梨県立市川高等学校野球部監督（* 1948年）[101]
- 12日 - ブライアン・デュボア（英語版）：元デトロイト・タイガース投手（* 1967年）[102]
- 16日 - ティム・マッカーバー：元セントルイス・カージナルス他捕手（* 1941年）[103]
- 21日 - アルビー・ピアソン（英語版）：元ワシントン・セネタース、ボルチモア・オリオールズ、カリフォルニア・エンゼルス外野手（* 1934年）[104]
- 22日 - ローマン・マヒナス：元ピッツバーグ・パイレーツ、ヒューストン・コルト45's、ボストン・レッドソックス、サンケイアトムズ外野手（* 1925年）[105]

### 3月
- 10日 - ヘスス・アルー：元サンフランシスコ・ジャイアンツ他外野手（* 1942年）[106]
- 12日
  - ロベルト・バルボン：元阪急ブレーブス、近鉄バファローズ内野手（* 1933年）[107]
  - クリス・クーパー：第2回WBC、第3回WBCイタリア代表投手（* 1978年）[108]
- 13日 - ジョー・ペピトーン：元ニューヨーク・ヤンキース、ヤクルトアトムズ他内野手（* 1940年）[109]
- 14日 - 後原富：元東映フライヤーズ外野手、元広島県瀬戸内高等学校野球部監督（* 1945年）[110]
- 25日 - 安部和春：元西鉄ライオンズ、阪神タイガース投手（* 1940年）[111]

### 4月
- 6日 - ホビー・ランドリス（英語版）：元シンシナティ・レッズ他捕手（* 1930年）[112]
- 7日 - 臼井敏夫：元岡山県立岡山南高等学校野球部監督（* 1931年）[113]
- 13日 - ドン・レパート（英語版）：元ピッツバーグ・パイレーツ、ワシントン・セネタース捕手（* 1931年）[114]
- 15日 - ロジャー・ハンブライト（英語版）：元ニューヨーク・ヤンキース投手（* 1949年）[115]
- 23日 - ジョン・ミラー：元ニューヨーク・ヤンキース、ロサンゼルス・ドジャース、中日ドラゴンズ内野手・外野手（* 1944年）[116]
- 24日 - 小松清祥：元アマチュア野球選手・監督、元高知大学野球部監督（* 1944年）[117]
- 27日 - ディック・グロート：元ピッツバーグ・パイレーツ、セントルイス・カージナルス、フィラデルフィア・フィリーズ、サンフランシスコ・ジャイアンツ内野手（* 1930年）[118]
- 29日 - マイク・シャノン（英語版）：元セントルイス・カージナルス内野手・外野手（* 1939年）[119]
- 30日 - 石田博三：元阪神タイガース外野手（* 1939年）[120]

### 5月
- 4日 - 谷口健次：元和歌山県立星林高等学校野球部監督（* 1934年、もしくは1935年）[121]
- 6日 - ヴァイダ・ブルー：元オークランド・アスレチックス、サンフランシスコ・ジャイアンツ、カンザスシティ・ロイヤルズ投手（* 1949年）[122]
- 10日 - 田村紀人：元北海道帯広工業高等学校野球部監督（* 1938年、もしくは1939年）[123]
- 11日 - 中西太：元西鉄ライオンズ内野手（* 1933年） [124]
- 12日 - ドン・デンキンガー：元MLB審判員（* 1936年）[125]
- 13日 - ボブ・ガリバルディ（英語版）：元サンフランシスコ・ジャイアンツ投手（* 1942年）[126]
- 14日 - 毒島章一：元東映フライヤーズ外野手（* 1936年）[127]
- 23日 - コットン・ナッシュ（英語版）：元シカゴ・ホワイトソックス、ミネソタ・ツインズ内野手・外野手（* 1942年）[128]
- 28日 - マイク・ヤング：元ボルチモア・オリオールズ、広島東洋カープ他外野手（* 1960年）[129]
- 29日
  - 中島国章：元ヤクルトスワローズスカウト（* 1952年）[130]
  - 渡辺勉：元阪急ブレーブス内野手（* 1949年）[131]
- 30日
  - 植村義信：元毎日オリオンズ投手（* 1935年）[132]
  - ジョー・ゲインズ：元シンシナティ・レッズ、ボルチモア・オリオールズ、ヒューストン・コルト45's、阪神タイガース外野手（* 1936年）[133]

### 6月
- 4日 - ロジャー・クレイグ（英語版）：元ロサンゼルス・ドジャース他投手（* 1930年）[134]
- 10日 - ドン・フッド（英語版）：元ボルチモア・オリオールズ他投手（* 1949年）[135]
- 12日 - 杉下茂：元中日ドラゴンズ、毎日大映オリオンズ投手（* 1925年）[136]
- 16日 - 北別府学：元広島東洋カープ投手（* 1957年）[137]
- 18日 - ディック・ホール（英語版）：元ピッツバーグ・パイレーツ他投手・外野手（* 1930年）[138]
- 19日 - ジョージ・フレイジャー（英語版）：元セントルイス・カージナルス他投手（* 1954年）[139]
- 24日 - 森本達幸：元アマチュア野球選手・監督、元奈良県立郡山高等学校野球部監督（* 1934年）[140]

### 7月
- 2日 - マリオ・ゲレーロ（英語版）：元ボストン・レッドソックス、セントルイス・カージナルス、カリフォルニア・エンゼルス、オークランド・アスレチックス内野手（* 1949年）[141]
- 4日 - 高江洲登：元沖縄県立前原高等学校野球部監督（* 1934年、もしくは1933年）[142]
- 7日 - 久保友之：元大阪タイガース投手、元プロ野球審判員（* 1937年）[143]
- 18日 - 横田慎太郎：元阪神タイガース外野手（* 1995年）[144]
- 19日 - 市野紀生：元東京ガス社長、元日本野球連盟会長、元全日本野球協会会長（* 1941年）[145]
- 21日 - マイク・アイビー（英語版）：元サンディエゴ・パドレス、サンフランシスコ・ジャイアンツ、ヒューストン・アストロズ、デトロイト・タイガース内野手（* 1952年）[146]
- 24日 - 三浦貴：元読売ジャイアンツ、埼玉西武ライオンズ外野手・内野手・投手（* 1978年）[147]
- 26日 - 溝田澄夫：元アマチュア野球選手・監督、元長崎県立小浜高等学校野球部監督（* 1946年）[148]

### 8月
- 7日 - ジム・プライス（英語版）：元デトロイト・タイガース捕手（* 1941年）[149]
- 18日 - 山本公士：元阪急ブレーブス外野手（* 1942年）[150]
- 19日 - アレックス・コール（英語版）：元クリーブランド・インディアンス他外野手（* 1965年）[151]
- 22日 - 古沢憲司：元阪神タイガース、西武ライオンズ、広島東洋カープ投手（* 1948年）[152]
- 23日 - 大島宏彦：元中日新聞社最高顧問、元中日ドラゴンズオーナー（* 1934年）[153]
- 27日 - パット・コラレス（英語版）：元フィラデルフィア・フィリーズ他捕手（* 1941年）[154]

### 9月
- 9日 - 平野光泰：元近鉄バファローズ外野手（* 1949年）[155]
- 17日 - ロリック・ハリソン（英語版）：元ボルチモア・オリオールズ、アトランタ・ブレーブス、クリーブランド・インディアンス、ミネソタ・ツインズ投手（* 1946年）[156]
- 23日 - ダニー・モリス（英語版）：元ミネソタ・ツインズ投手（* 1946年）[157]
- 26日 - ブルックス・ロビンソン：元ボルチモア・オリオールズ内野手（* 1937年）[158]

### 10月
- 1日 - ティム・ウェイクフィールド：元ピッツバーグ・パイレーツ、ボストン・レッドソックス投手（* 1966年）[159]
- 3日 - ジョー・クリストファー（英語版）：元ピッツバーグ・パイレーツ、ニューヨーク・メッツ、ボストン・レッドソックス外野手（* 1935年）[160]
- 4日 - ウェイン・カマー（英語版）：元デトロイト・タイガース他外野手（* 1944年）[161]
- 6日 - ジム・プール（英語版）：元ロサンゼルス・ドジャース他投手（* 1966年）[162]
- 8日 - 小松俊広：元読売ジャイアンツ投手（* 1940年）[163]
- 10日
  - 伊藤健治：元アマチュア野球選手・監督、元九州国際大学硬式野球部監督（* 1951年）[164]
  - 中利夫：元中日ドラゴンズ外野手・監督（* 1936年）[165]
- 11日 - 住友平：元阪急ブレーブス内野手、NPB唯一の無補殺三重殺の達成者（* 1943年）[166]
- 19日
  - 成田光弘：元大毎オリオンズ、阪急ブレーブス捕手（* 1942年）[167]
  - フリッツ・ピーターソン（英語版）：元ニューヨーク・ヤンキース、クリーブランド・インディアンス、テキサス・レンジャーズ投手（* 1942年）[168]
- 20日 - ピート・ラッド（英語版）：元ヒューストン・アストロズ、ミルウォーキー・ブルワーズ、シアトル・マリナーズ投手（* 1956年）[169]
- 21日 - ロブ・ガードナー（英語版）：元ニューヨーク・メッツ他投手（* 1944年）[170]
- 22日（訃報発表日） - 佐川真勝：元日本大学明誠高等学校硬式野球部監督（* 1935年）[171]
- 23日 - トム・ウォーカー（英語版）：元モントリオール・エクスポズ他投手（* 1948年）[172]
- 30日 - フランク・ハワード：元ロサンゼルス・ドジャース、大平洋クラブライオンズ他外野手（* 1936年）[173]

### 11月
- 2日 - ディック・ドラゴ（英語版）：元カンザスシティ・ロイヤルズ他投手（* 1945年）[174]
- 19日 - 境原尚樹：アマチュア野球選手・指導者（* 1963年）[175]
- 20日 - ウィリー・ヘルナンデス：元シカゴ・カブス、フィラデルフィア・フィリーズ、デトロイト・タイガース投手（* 1954年）[176]
- 24日 - ロン・ホッジス（英語版）：元ニューヨーク・メッツ捕手（* 1949年）[177]
- 26日
  - 榊原良行：元阪神タイガース、日本ハムファイターズ内野手（* 1949年）[178]
  - 石井好博：元アマチュア野球選手・監督、元習志野市立習志野高等学校野球部、東葉高等学校野球部監督（* 1949年）[179]
- 28日 - 大石清：元広島カープ、阪急ブレーブス投手（* 1940年）[180]

### 12月
- 1日 - 迫田穆成：元アマチュア野球選手・監督、元広島県立広島商業高等学校野球部、如水館高等学校野球部、広島県立竹原高等学校野球部監督（* 1939年）[181]
- 6日 - ヴィック・ダバリロ（英語版）：元クリーブランド・インディアンス他外野手（* 1939年、もしくは1936年）[182]
- 14日 - ケン・マッケンジー（英語版）：元ミルウォーキー・ブレーブス他投手（* 1934年）[183]
- 20日 - 渡辺泰輔：元南海ホークス投手、六大学野球初の完全試合達成者（* 1942年）[184]
- 22日 - ライアン・マイナー（英語版）：元ボルチモア・オリオールズ、モントリオール・エクスポズ内野手（* 1974年）[185]
- 24日 - 後藤晃吾：元アマチュア野球選手、元新日本製鐵八幡硬式野球部監督（* 1940年）[186]
- 25日 - 木戸美摸：元読売ジャイアンツ投手（* 1937年）[187]
- 28日 -  カルロス・プリード：元ミネソタ・ツインズ、オリックスブルーウェーブ他投手（* 1971年）[188]
- 30日 - チャック・ハリソン（英語版）：元ヒューストン・アストロズ、カンザスシティ・ロイヤルズ内野手（* 1941年）[189]